# Poleymieux-au-Mont-d'Or
Poleymieux-au-Mont-d'Or es una comuna francesa situada en la Metrópoli de Lyon, de la región de Auvernia-Ródano-Alpes. Pertenece a la aglomeración urbana de Lyon.

## Demografía
| 246 | 366 | 576 | 709 | 845 | 859 | 1 308 | 1 332 |
| Para los censos de 1962 a 1999 la población legal corresponde a la población sin duplicidades (Fuente: INSEE [Consultar]) |     |     |     |     |     |       |       |

## Personalidades relacionadas con la comuna

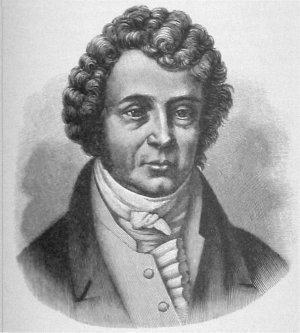
Uno de sus vecinos más ilustres: Ampère

André-Marie Ampère, nacido en Lyon, pasó toda su infancia en esta ciudad. Su casa sigue existiendo y alberga un museo dedicado a su figura : el Museo Ampère.